# Herrnhut
Herrnhut, (Sorbisch:Ochranow) is een stad in de Duitse deelstaat Saksen. De stad maakt deel uit van de Landkreis Görlitz. Herrnhut telt 5.787 inwoners en werd gesticht in 1722 door graaf Nikolaus von Zinzendorf die een groep Moravische Broeders opving op zijn landgoed Berthelsdorf. Uit deze groep vluchtelingen ontstond de Moravische Kerk, die onder meer in Suriname met succes zendingswerk doet. De plaats Herrnhut is naamgever van de Evangelische Broedergemeente (Unitas Fratrum) of Moravische Kerk, waarvan de leden ook wel de hernhutters (met één r) of de Moravische broeders worden genoemd. 
In 2024 tijdens de 46e sessie van de UNESCO Commissie voor het Werelderfgoed werd ook het historisch centrum van Herrnhut mee opgenomen bij de uitbreiding van het werelderfgoed "Moravische kerknederzettingen" waar ook het Deense Christiansfeld, het Amerikaanse Bethlehem en het Noord-Ierse Gracehill in zijn opgenomen, als typisch Moravische kerknederzettingen, waar de kerk alle bezittingen bezat, met een Gemeinhaus (Congregatiehuis), Kapel, Broederhuis, Zusterhuis en Weduwenhuis als bouwwerken uit deze periode van gemeenschappelijk wonen. Elke nederzetting heeft zijn eigen architectonisch karakter, gebaseerd op de idealen van de Moravische Kerk, maar aangepast aan de lokale omstandigheden. Samen vertegenwoordigen ze de transnationale reikwijdte en consistentie van de internationale Moravische gemeenschap als een wereldwijd netwerk. Er is een actieve congregatie aanwezig in elk deel, waar tradities worden voortgezet en een levend Moravisch erfgoed vormen.

## Stadsindeling
Door gemeentelijke herindelingen, waarbij de gemeenten Ruppersdorf, Strahwalde, Großhennersdorf en Berthelsdorf in de stad werden opgenomen, bestaat Herrnhut naast de kernstad uit inmiddels twaalf ortsteilen:
- Herrnhut (oorspronkelijke stad)
- Ninive
- Ruppersdorf
- Schwan
- Friedensthal
- Strahwalde
- Euldorf
- Großhennersdorf
- Heuscheune
- Neundorf auf dem Eigen
- Schönbrunn
- Berthelsdorf
- Rennersdorf

## Bekende inwoners
- Hugo Theodor Christoph
- Heinrich August Jäschke
- Heinrich Benno Möschler
- Nikolaus von Zinzendorf